# Paola Becker
Paola del Pilar Becker Villa (Chillán, 26 de agosto de 1972) es una política chilena que fue gobernadora de la provincia de Diguillín entre 2018 y 2019, y última gobernadora de la provincia de Ñuble antes de su supresión en septiembre de 2018.

## Biografía
Nació en la ciudad de Chillán. Estudió administración pública de la Universidad Central de Chile pero sin obtener título profesional. Militó en Renovación Nacional desde el año 1990 hasta el 2017.
Se desempeñó como coordinadora del Comité de Senadores de su partido, jefa de gabinete del senador Mario Ríos, del alcalde Sergio Zarzar y como directora de administración y finanzas del Teatro Municipal de Chillán, además de Directora de la Corporación Municipal Casa Gonzalo Rojas.
El 11 de marzo de 2018, tras ser nominada por el presidente Sebastián Piñera, asumió como gobernadora de la provincia de Ñuble, siendo la última persona en ocupar dicho cargo antes de su supresión el 6 de septiembre del mismo año, fecha en que se crea la región de Ñuble, integrada por las provincias de Diguillín, Itata y Punilla. Becker asumió como la primera gobernadora de la Provincia de Diguillín, cargo que desempeñó hasta el 4 de octubre de 2019 cuando renunció para cumplir con los plazos legales para presentarse a las siguientes elecciones.
Tras una fallida negociación de Renovación Nacional que quería tenerla como su carta al nuevo cargo de elección popular de Gobernadora Regional, fue nominada por la coalición oficialista Chile Vamos como candidata a la Alcaldía de Chillán, donde obtuvo el 17% de los votos, quedando detrás de Camilo Benavente.